# Гродненский областной театр кукол
Гродненский областной театр кукол (городской театр, театр Тизенгауза, театр Понятовского) — театр в городе Гродно. Здание театра является старейшим театральным зданием Республики Беларусь. Расположен по адресу: г. Гродно, ул. Дзержинского 1/1.

## История театра кукол
Впервые театр кукол открылся 2 февраля 1940 года. Ведущими актёрами трупы стали Владислав и Стефания Яремы, по инициативе которых была организована труппа театра кукол. Сразу же после открытия в театре проходят спектакли Сергея Образцова. Новый театр дебютировал спектаклем «Цирк Тарабумба» В. Ляха. Позднее были поставлены «Три сестрички», «Мишка Боровик», «Потапыч», «Гусенок» Н. Гернет (постановщик всех спектаклей — В. Ярема, художник — Б. Шескин, художник по куклам — З. Лесневская). Завершающий спектакль — «Волшебная лампа Аладдина» Н. Гернет — поставлен при участии Сергея Образцова и художника Б.Тузлукова. Театр закрылся в связи с началом немецкой оккупации.
Театр вновь открыт летом 1946 года в Доме народного творчества, как самодеятельный, но уже в следующим году был преобразован в профессиональный коллектив — Областной театр кукол.
Третье открытие театра состоялось 1 ноября 1980 года согласно Постановлению Гродненского облисполкома. Труппа сформировалась из дипломников Белорусского Государственного театрально-художественного института, Ленинградского института театра, музыки и кино им. Н. Черкасова и выпускников Гродненского училища культуры. Руководителями труппы и театра стали режиссёр Сергей Юркевич и старейший художник белорусского театра кукол Леонид Быков. 25 мая 1981 года Гродненский областной театр кукол дебютировал с премьерой представления «Людвиг и Тутта» В. Богача и С. Христовского по произведению Я. Экхольма в постановке С. Юркевича и сценографии Л. Быкова.
Театр успешно участвует в белорусских и международных театральных конкурсах. Гастролирует по Беларуси и за рубежом.

## История предыдущих театральных коллективов
В третий четверти XVIII века в Гродно был основан театр Антония Тизенгауза. Тизенгауз активно приглашал иностранных артистов, а также основал собственную музыкальную школу с целью подготовки кадров для своего театрального коллектива из местных крестьян. Некоторое время в театре выступала известная итальянская оперная певица Анна Давиа. После опалы Тизенгауза его гродненская труппа распалась. Некоторые артисты были переведены в Варшаву, где стали основой «Товарищества танцовщиков Его Королевского Величества». Здание гродненского театра нередко называют театром Тизенгауза, что однако ошибочно, так как оно было построено после отставки магната. Во времена Тизенгауза площадкой для театральных постановок служил один из залов его дворца, предположительно большой зал с колоннами в левой части здания. Сохранившееся здание театра было построено племянником короля Станиславом Понятовским, ставшим управляющим королевскими экономиями ВКЛ после отставки Антония Тизенгауза. При Понятовском в Гродно проходили различные театральные представления. В 1802—1809 в здании действовал театр Соломеи Дешнер. В 1846-52 русско-польский театр. В 1928-39 работал польский театр имени Ожешко.В 1943—1984 тут размещался Гродненский областной драматический театр. Коллектив Областного театра кукол размещён в театре в 1984 году.

## Архитектура
Здание театра кукол является старейшей сохранившейся театральной площадкой Беларуси, регулярно принимающей спектакли. Театр построен в промежутке между 1783 и 1793 годом, по желанию Станислава Понятовского. 

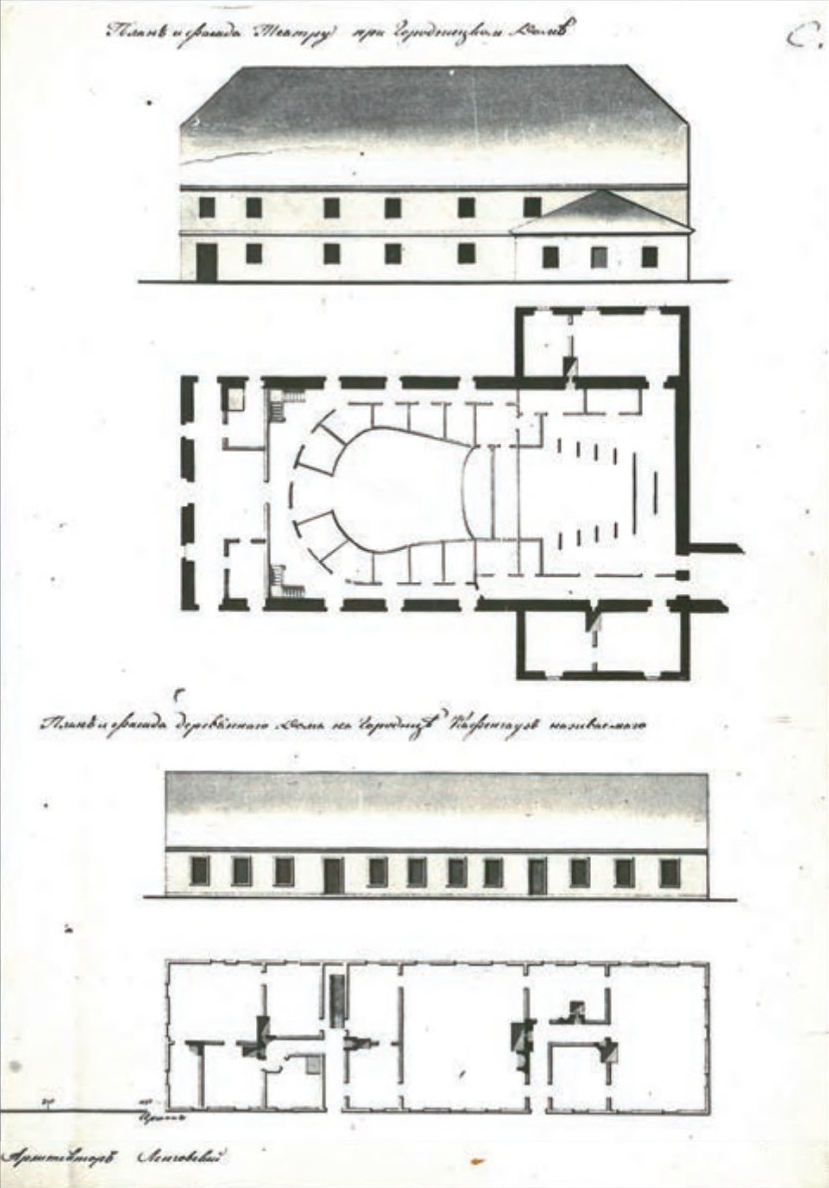
Здание театра в начале XIX века.

Изначально театр представлял собой аскетичное двухэтажное здание лишённое декора. Позднее театр многократно перестраивался. Существующий объём декорирован пилястрами и треугольными фронтонами, над окнами размещены сандрики. На уровне третьего этажа круглые оконные проёмы. Перед главным входом козырёк опирающийся на прямоугольные колоны. Колоны и низ пилястр имеют руст, перекликаясь таким образом с рустованными лопатками не сохранившегося дворца Тизенгауза, с которым театр был связан в единый архитектурный комплекс. С восточной стороны к театру ранее примыкало большое здание манежа. Зрительный зал имеет три яруса и так называемую губернаторскую ложу.

## Награды
- Специальная премия Президента Республики Беларусь деятелям культуры и искусства (6 января 2014 года) — за значительный вклад в развитие театрального кукольного искусства и международных культурных связей[8]
- Почётная грамота Национального собрания Республики Беларусь (23 ноября 2010 года) — за заслуги в реализации социальной политики Республики Беларусь и большой вклад в пропаганду театрального искусства[9]
- Национальная театральная премия Белоруссии (2012) — Приз «Лучший спектакль» за спектакль «Пиковая дама», а также в номинациях: «Лучшая режиссерская работа» (Олег Жюгжда)[10].